# Mikołaj Hieronim Sieniawski
Ne doit pas être confondu avec Mikołaj Sieniawski, Adam Mikołaj Sieniawski ou Mikołaj Sieniawski (1520-1584).
Mikołaj Hieronim Sieniawski (né en 1645, mort le 15 décembre 1683), membre de la noble famille polonaise Sieniawski, grand gardien de la Couronne (1666), grand porte étendard (1568), maréchal de la Cour (1676), staroste de Lviv et voïvode de Volnie (1679), hetman de la Couronne (1682), staroste de Radom, Rohatyn et Piaseczno.

## Biographie
Mikołaj Hieronim Sieniawski est le fils du staroste de Lviv Adam Hieronim Sieniawski (en) et de Wiktoria Elżbieta Potocka.
Sous le règne de Jean II Casimir Vasa, il combat les Cosaques et les Tatars, et la rébellion de Lubomirski (en). Après l'abdication de Jean II en 1668, il soutient la candidature du tsarévitch Fédor Romanow. Il est électeur de Michał Wiśniowiecki en 1669. Il est membre de la confédération des mécontents en 1672.
Dans les années 1673-1674 il conduit plusieurs opérations en Podolie et en Moldavie. En 1674, il est électeur Jean III Sobieski. En 1680, il est voïvode de la province de Volhynie. En 1682, il est nommé hetman de la Couronne et participe aux batailles de Podhajce (en), Khotin. Il meurt le 15 décembre 1683, peu après la victoire à la bataille de Vienne, emporté par la rigueur de combats.

## Mariage et descendance
En 1662, il épouse Cecylia Maria Radziwiłł, fille d'Alexandre Louis Radziwiłł, qui lui donne trois enfants:
- Adam Mikołaj (1666-1726), hetman de la Couronne (1702), grand hetman (1706), castellan de Cracovie (1710), staroste de Lviv, Rohatyn, Lubaczów, Stryï et Piaseczno.
- Joanna, épouse de Stefan Aleksander Potocki (pl)
- Teofila, épouse de Aleksander Jan Jabłonowski (pl)

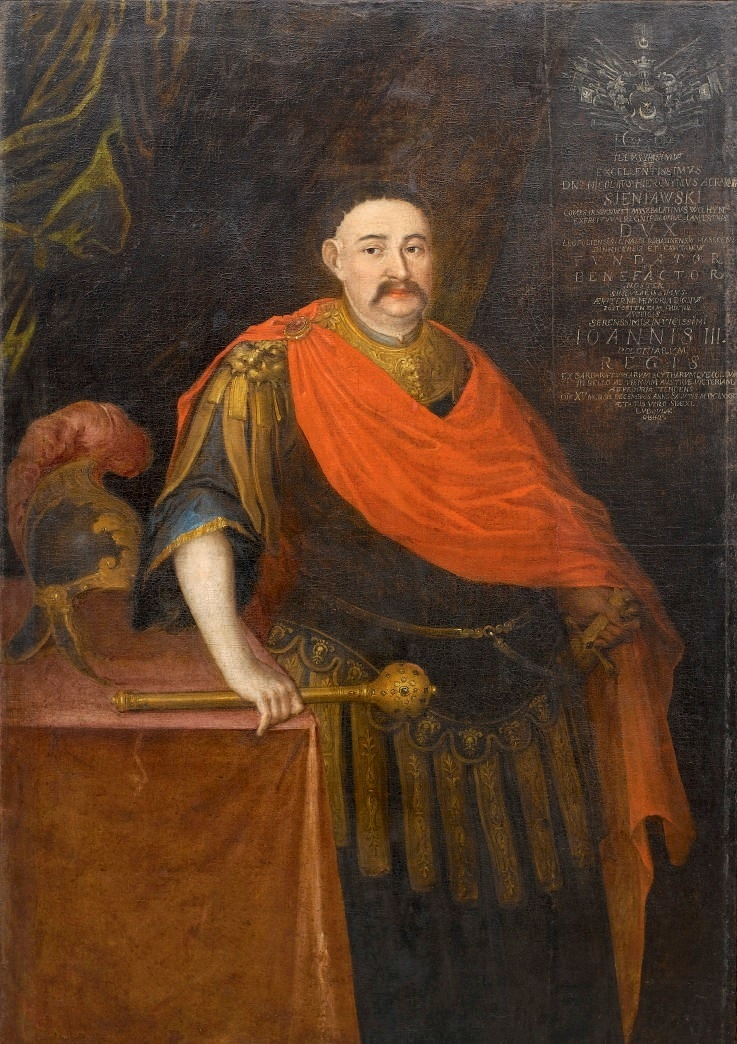
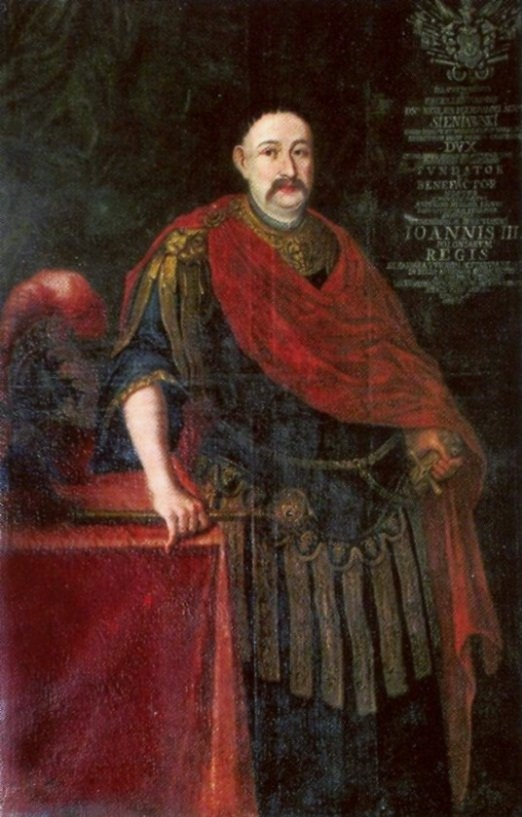
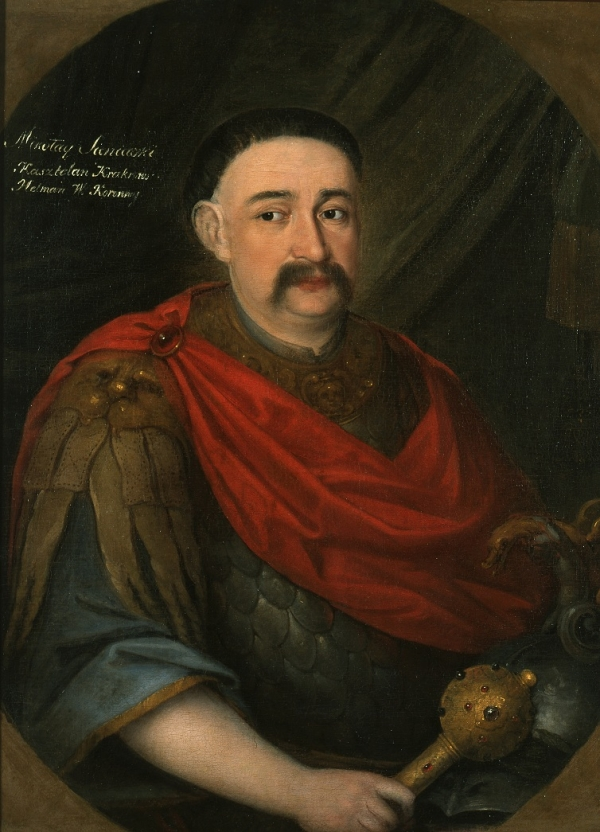
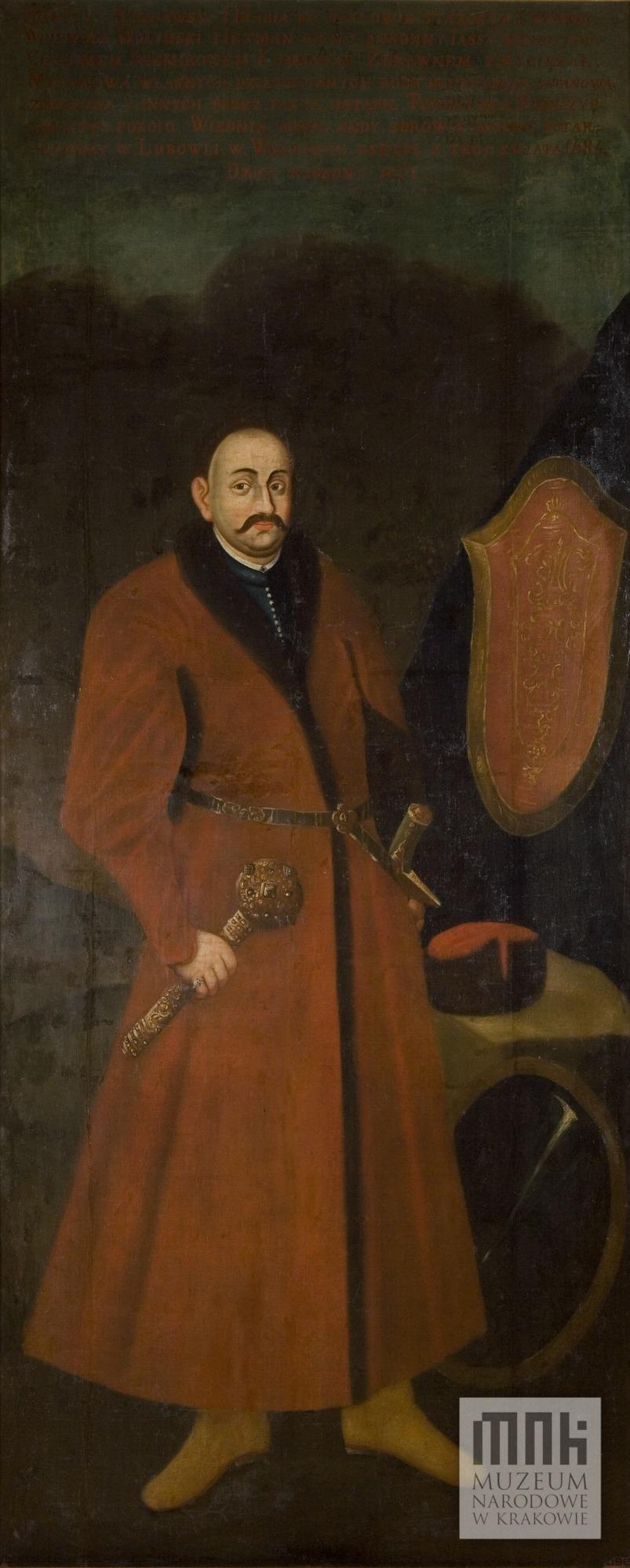
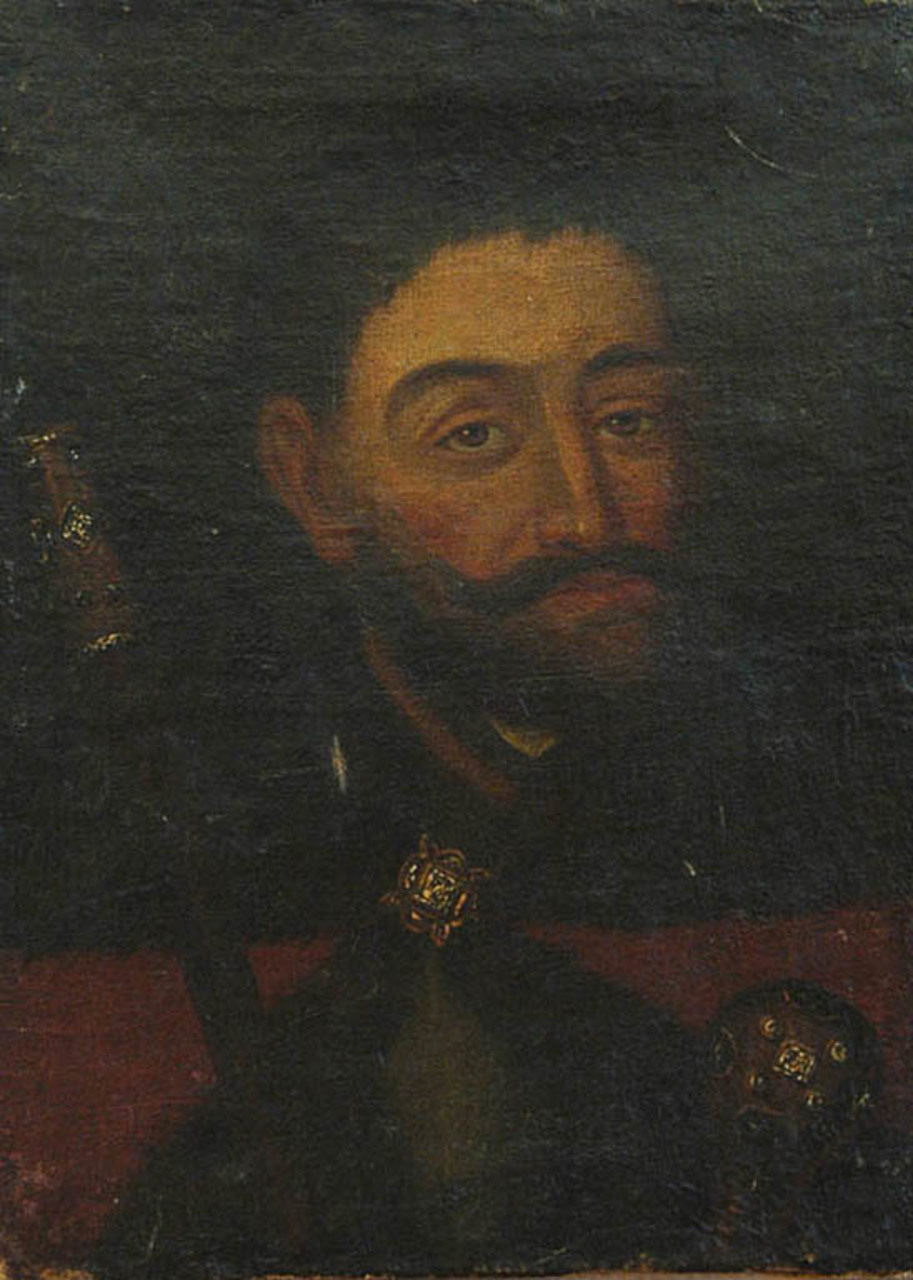
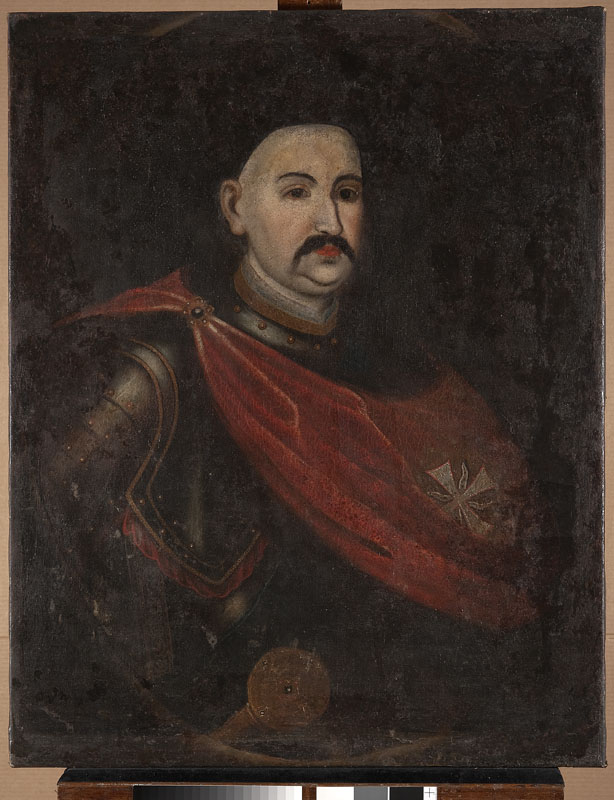
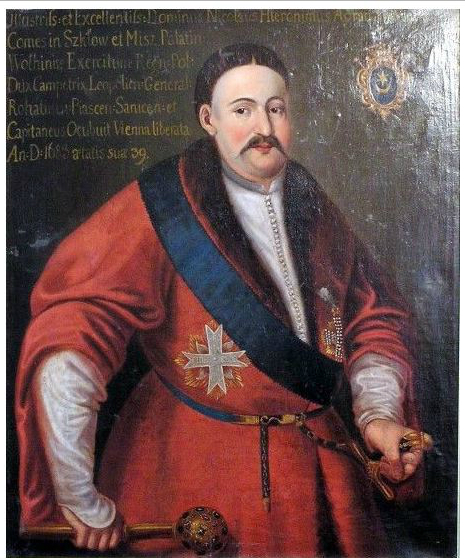
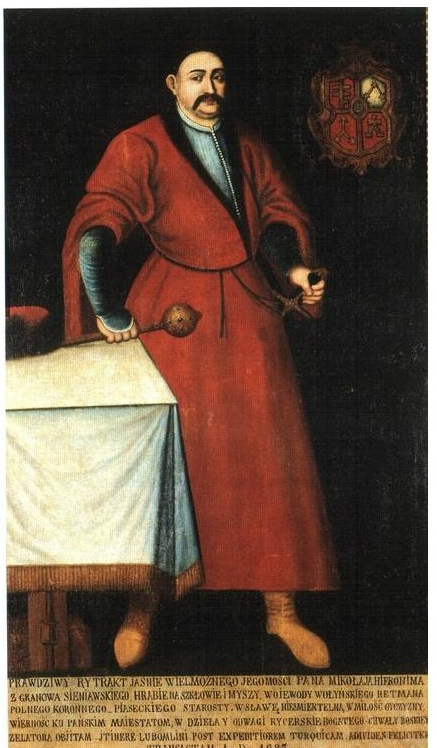

## Sources
- Notices dans des dictionnaires ou encyclopédies généralistes :   - Deutsche Biographie
  - Internetowa encyklopedia PWN
  - Polski Słownik Biograficzny
- Notices d'autorité :   - VIAF
  - ISNI
  - IdRef
  - GND
  - Pologne
  - NUKAT

- (en) Cet article est partiellement ou en totalité issu de l’article de Wikipédia en anglais intitulé « Mikołaj Hieronim Sieniawski » (voir la liste des auteurs).

- (pl) Cet article est partiellement ou en totalité issu de l’article de Wikipédia en polonais intitulé « Mikołaj Hieronim Sieniawski » (voir la liste des auteurs).